# بابوگانج
بابوگانج (به لاتین: Babuganj) یک منطقهٔ مسکونی در بنگلادش است که در ناحیه باریسال واقع شده‌است. بابوگانج ۱۶۴٫۸۸ کیلومتر مربع مساحت و ۱۴۰٬۳۶۱ نفر جمعیت دارد.